# Joakim Berg (Hardcore Superstar)
Joakim Berggren, ofta kallad Jocke Berg eller Joakim Berg, född 20 april 1974, är en svensk artist och sångare i hårdrocksbandet Hardcore Superstar.

## Biografi
Berggren är född i Landvetter och började tidigt arbeta som målare, och är utbildad målare via traditionell lärlingsutbildning. Han skaffade sig tidigt en elgitarr och var med i olika band i Göteborg innan han och basisten Martin Sandvik startade Hardcore Superstar hösten 1997. Bandet fick stora framgångar och gjorde till exemel 240 spelningar år 2000. Bandet har fortsatt att vara aktivt och släppte 2018 sin elfte platta som man även turnerat med.
Berggren har hela tiden fortsatt att arbeta som målare och arbetsledare, och har kunnat vid behov ta ledigt från arbetet för sina musikaliska engagemang.
Berg har angett Lemmy Kilmister och Motörhead som förebilder, som han även har turnerat tillsammans med.